# Famille Barrymore
Pour les articles homonymes, voir Barrymore.

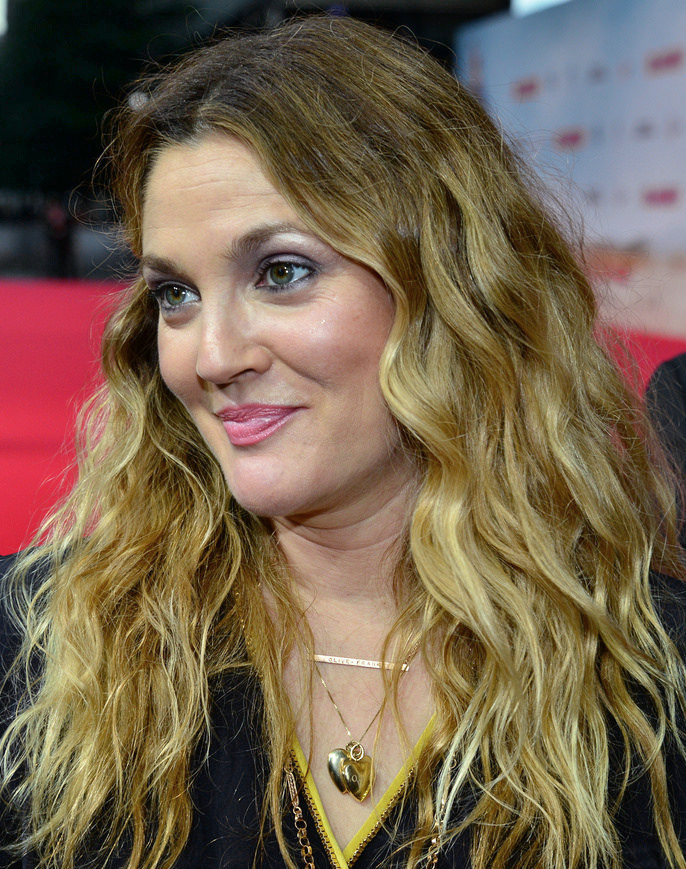
Drew Barrymore en 2014.

La famille Barrymore est une célèbre famille d'acteurs de théâtre et de cinéma aux États-Unis.
Son membre actuel le plus célèbre est l'actrice Drew Barrymore. La famille Barrymore a acquis sa célébrité à la fois pour ses talents d'interprètes et ses quelques excès de drogue et d'alcool.
L'acteur Herbert Arthur Chamberlayne Blyth (1849-1905), est né en Inde. Après sa scolarité en Angleterre, il prend comme nom de scène Maurice Barrymore. Il épouse l'actrice Georgiana Emma Drew, dite Georgie Drew(1856-1893), elle-même d'une famille de théâtre : son frère (John Drew cadet (1853-1927)), ses parents John Drew l'aîné et Louisa Lane Drew (plus connue en tant qu'adulte sous le nom de Mme John Drew (1820-1897)), étaient tous acteurs. Louisa, née en Grande-Bretagne, a fait de nombreuses tournées aux États-Unis comme enfant vedette et est issue elle-même d'une famille d'acteurs.
Les trois enfants de Maurice et Georgie sont tous des acteurs renommés :
- Lionel Barrymore - (28 avril 1878 - 15 novembre 1954)

Lionel épouse en 1904 l'actrice Doris Rankin (1880-1946) dont il divorce en 1923. La même année, il se remarie avec l'actrice Irene Fenwick (1887-1936).
- Ethel Barrymore - (15 août 1879 - 18 juin 1959)
- John Barrymore - (15 février 1882 - 29 mai 1942)

John Barrymore et sa troisième épouse, l'actrice Dolores Costello, sont les parents de l'acteur :
- John Drew Barrymore (4 juin 1929 - 29 novembre 2004)

John Barrymore est également le père de l'actrice Diana Barrymore (3 mars 1921 - 25 janvier 1960).
John Drew Barrymore et sa première épouse, l'actrice Cara Williams, ont un fils :
- John Blyth Barrymore (en) - (15 mai 1954 -) qui est lui-même acteur

John Drew Barrymore et sa troisième épouse, Ildiko Jaid (l'actrice Jaid Barrymore), ont une fille :
- Drew Barrymore - (22 février 1975 -), actrice et productrice à Hollywood.

## Pour approfondir